# Alto sceriffo

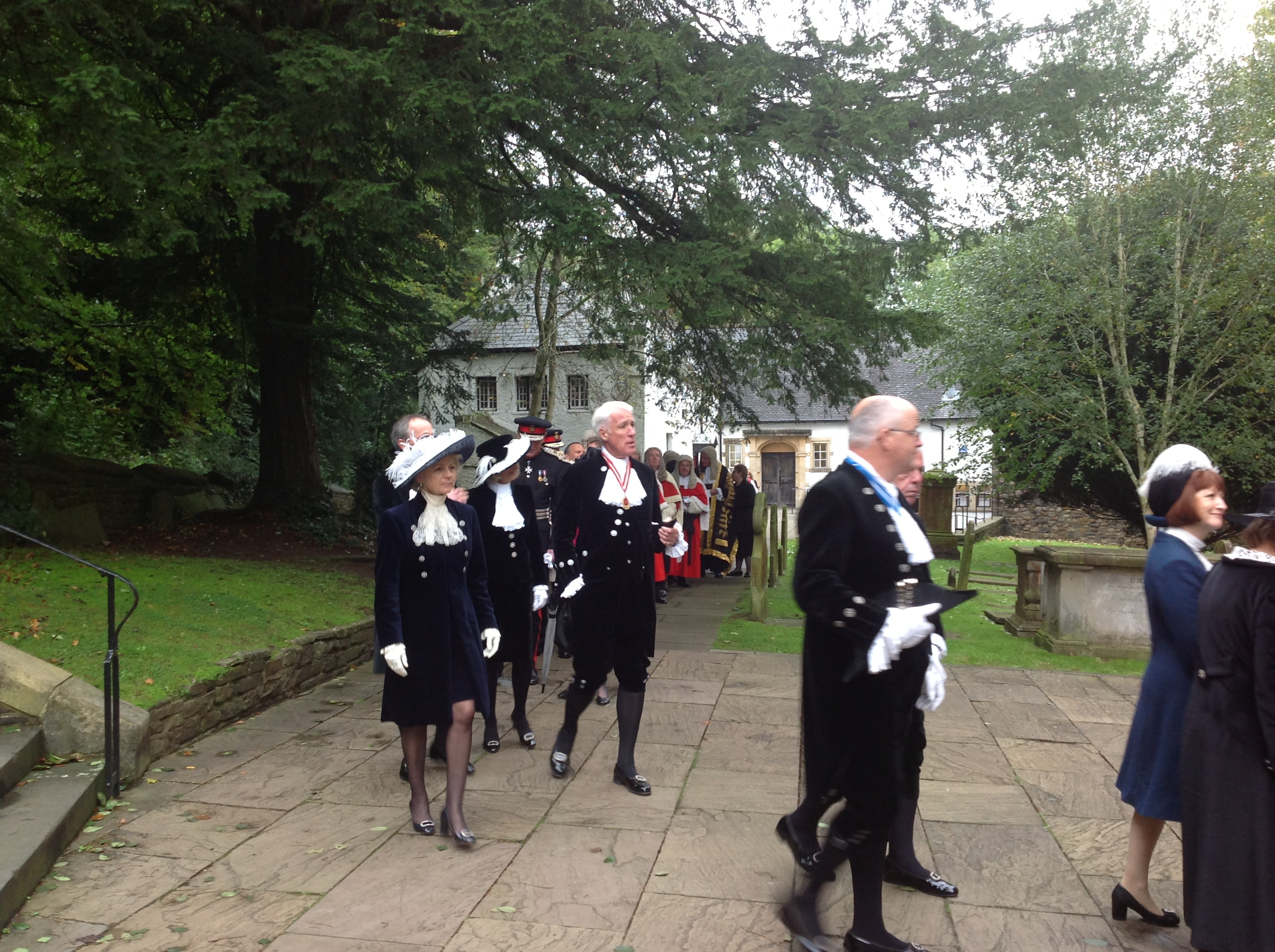
Gli alti sceriffi di solito indossano abiti da corte di velluto nelle occasioni formali.

L'alto sceriffo (in inglese: High sheriff) è un ufficiale (di solito cerimoniale) per ogni contea in Inghilterra e Galles e Irlanda del Nord. Tuttavia, l'attività viene contemplata in modo diverso negli Stati Uniti rispetto al Regno Unito. All'interno del Regno Unito c'è anche una differenza tra la Cornovaglia e il resto del Regno Unito. In Canada, l'Alto sceriffo fornisce servizi amministrativi ai tribunali supremi e provinciali.
La carica esisteva nello Stato Libero d'Irlanda, ma fu soppressa nel 1926.

## Regno Unito
In Inghilterra e Galles, l'Alto sceriffo è una carica non retribuita, assegnata dalla Corona britannica, o nel caso della Cornovaglia dal Duca di Cornovaglia, per un periodo di un anno. L'Alto sceriffo agisce quindi come rappresentante legale del monarca britannico in una contea. Tuttavia, questo titolo non deve essere confuso con lo sceriffo scozzese: in Scozia, uno sceriffo è un giudice presso una Sheriff Court, che è un tribunale penale e civile di medie dimensioni.
La storia del titolo risale a prima dell'invasione normanna, ma fiorì dopo la conquista, nell'XI secolo. Nel 1258 è stato stabilito nelle disposizioni di Oxford che gli sceriffi dovrebbero essere sostituiti ogni anno. Infine, nel 1887 i diritti e i doveri, così come il modo di elezione in Inghilterra e Galles, furono stabiliti nello Sheriffs Act.
Dopo l'anno in cui lo sceriffo rimane in carica, passa i nomi dei possibili successori a un comitato che passa tre nomi al monarca britannico in carica. I candidati sono annunciati il 12 novembre di ogni anno e entrano in carica a partire dal 25 marzo, che era il primo giorno dell'anno fino al 1751. Nessuna persona può essere nominata due volte in tre anni a meno che non vi sia altra persona idonea nella contea.
Lo sceriffo ha le seguenti responsabilità:
- quando un membro della famiglia reale visita la sua contea, deve essere presente.
- quando un nuovo monarca viene incoronato, deve segnalarlo nella sua area.
- supervisiona inoltre, in qualità di Returning Officer, le elezioni parlamentari e nomina annualmente un sottosceriffo.
- deve anche proteggere un giudice della Corte Suprema e far rispettare i regolamenti della Corte Suprema.

Tuttavia, la maggior parte di queste funzioni è puramente cerimoniale, poiché molte delle responsabilità sono delegate. In precedenza, l'Alto sceriffo era anche responsabile delle forze dell'ordine, ma questa posizione è stata assunta dalla polizia locale. Lo sceriffo è ancora responsabile della protezione e del soddisfacimento delle esigenze dei giudici della Corte suprema e del loro accompagnamento in tribunale.

## Stati Uniti
Negli Stati Uniti, l'Alto sceriffo è sempre meno in uso. Questo aveva più potere della variante britannica, poiché tutti gli sceriffi in uno stato erano sotto l'Alto sceriffo. Tuttavia, solo gli stati delle Hawaii e Rhode Island usano ancora questa funzione. Nel New Hampshire il titolo è ancora usato dagli sceriffi di alcune contee. Lo sceriffo di New York agisce de facto come High Sheriff, poiché gli sceriffi dei cinque distretti rientrano sotto questo sceriffo.